# Гапонов, Василий Петрович
Васи́лий Петро́вич Гапо́нов (12 января 1925, Тарасово, Медвенский район, Курская область — 15 ноября 1996, Жмеринка, Винницкая область) — санитар 3-го танкового батальона (237-я танковая бригада, 31-й танковый корпус, 21-я армия, 1-й Украинский фронт), ефрейтор, полный кавалер ордена Славы.

## Биография
Василий Степанович Гапонов родился в селе Тарасово Курского уезда Курской губернии (в настоящее время Медвенский район Курской области) в семье рабочего. Окончил 7 классов школы. Работал пастухом в колхозе.
В марте 1943 года был призван в ряды Красной армии. С января 1944 года на фронтах Великой Отечественной войны.
В боях в Золочевском районе Львовской области в период с 17 по 28 июля 1944 года ефрейтор Гапонов, находясь в боевых порядках батальона, вынес с поля боя и оказал первую помощь 17 раненым. В бою у деревни Хильчицы вывез на лошадях тяжело раненого адъютанта старшину 1 танкового батальона, а также 2-х офицеров и 3-х сержантов. Приказом по 31 танковому корпусу от 27 августа 1944 года он был награждён орденом Славы 3-й степени.
В время боёв в Польше в период с 17 по 19 сентября 1944 года ефрейтор Гапонов оказал первую помощь танкистам и вынес на своих плечах 17 тяжелораненых, которых отправил в санитарный взвод. Приказом по 21-й армии от 12 декабря 1944 года он был награждён орденом Славы 2-й степени.
В период с 12 по 25 января 1945 года ефрейтор Гапонов, находясь в боевых порядках эвакуировал в тыл 27 тяжелораненых танкистов и пехотинцев, оказал первую помощь 20 бойцам. В бою возле населённого пункта Радзанув (юго-восточнее города Буско-Здруй) экипаж одного из танков был выведен из строя, но танк остался на ходу. Гапонов вскочил в танк и гусеницами и огнём пулемёта уничтожил 15 солдат и офицеров противника и рассеял до взвода автоматчиков. Указом Президиума Верховного Совета СССР от 23 апреля 1945 года он был награждён орденом Славы 1-й степени.
В боях в Силезии за город Ратибор (в настоящее время Рацибуж в Польше) ефрейтор Гапонов в боевых порядках батальона под сильным артиллерийско-миномётным огнём оказывал первую помощь 15-и раненым и ещё 13 танкистов вынес с поля боя. Был представлен к ордену Красной Звезды. Приказом по 31-му танковому корпусу от 1 июня 1945 года он был награждён орденом Отечественной войны 2-й степени.
Старшина Гапонов демобилизовался в марте 1950 года. Вернулся на родину, после уехал в город Жмеринка Винницкой области. Окончил 10 классов школы рабочей молодёжи. Работал главным кондуктором на станции Жмеринка.
6 апреля 1985 года в честь 40-летия Победы он был награждён Орденом Отечественной войны 1-й степени.
Скончался Василий Петрович Гапонов 15 декабря 1996 года.